# Flood (videogioco)
Flood è un videogioco a piattaforme per Amiga e Atari ST. È stato sviluppato dalla Bullfrog Productions e pubblicato dalla Electronic Arts nel 1990. Il protagonista, un esserino con aspetto da cartone animato chiamato Quiffy, si aggira in un grande complesso di caverne, su circa 40 piani, popolato da trappole e mostricciatoli nemici.